# Ехінг-ам-Аммерзе
Ехінг-ам-Аммерзе (нім. Eching am Ammersee) — громада в Німеччині, розташована в землі Баварія. Підпорядковується адміністративному округу Верхня Баварія. Входить до складу району Ландсберг. Складова частина об'єднання громад Шондорф.
Площа — 6,15 км2. Населення становить 1707 ос. (станом на 31 грудня 2020).